# Suctobelbella hokkaidoensis
Suctobelbella hokkaidoensis är en kvalsterart som beskrevs av Chinone 2003. Suctobelbella hokkaidoensis ingår i släktet Suctobelbella och familjen Suctobelbidae. Inga underarter finns listade i Catalogue of Life.